# Фирер
Фирер значи у буквалном преводу са немачког „вођа“ и користила се за означавање титуле коју је након смрти немачког председника Хинденбурга године 1934. године користио немачки канцелар Адолф Хитлер. Тиме је означен и формални раскид Трећег рајха с уставноправним континуитетом Вајмарске републике и њеног устава, који није познавао ту институцију.
У доба владе НСДАП у Немачкој тако је био означаван Хитлер који је водио странку и који је био канцелар. Иако се ова реч у Немачкој употребљава уобичајено, до данас је праћена одређеним социјалним стигматима. Хитлер је том титулом хтео симболизовати властити ауторитет, односно у свом лицу симболички објединити немачку државу, народ и владајућу странку НСДАП, по узору на Бенита Мусолинија који је користио титулу дуче.
Нацистичка Немачка је култивисала Führerprinzip („принцип вође“), а Хитлер је генерално био познат као der Führer („вођа“).

## Историја

### Порекло политичког концепта
Први пример политичке употребе речи Führer био је Аустријанац Георг фон Шенерер (1842–1921), главни експонент пангерманизма и немачког национализма у Аустрији, чији су га следбеници обично називали фирером, а који је такође користио римски поздрав – где се десна рука и шака држе чврсто испружене – који су назвали „немачки поздрав“. Према историчару Ричарду Ј. Евансу, ова употреба речи „фирер“ од стране Шенереровог паннемачког удружења вероватно је представила овај термин немачкој крајњој десници, али је на његово специфично усвајање од стране нациста такође могла утицати употреба речи у Италији „Duce“, што такође значи „вођа“, као неформална титула за Бенита Мусолинија, фашистичког премијера, а касније (од 1922.) диктатора те земље.

### Führerнацистичке партије
Адолф Хитлер је узео титулу да означи своју функцију шефа Нацистичке партије; добио ју је 1921. године када је, бесан због плана оснивача странке Антона Дрекслера да се споји са другом антисемитском крајње десничарском националистичком странком, иступио из странке. Дрекслер и Извршни комитет партије су тада пристали на Хитлеров захтев да буде постављен за председника странке са „диктаторским овлашћењима“ као условом за његов повратак.

#### Führerи канцелар Немачког рајха
Дан пре Хинденбургове смрти, Хитлер и његов кабинет су декретом донели „Закон о шефу државе Немачког рајха“, који је предвиђао да се после Хинденбургове смрти, функција председника споји са канцеларом. Тако је, након Хинденбургове смрти, Хитлер постао Führer und Reichskanzler – иако је на крају Reichskanzler тихо избачен из свакодневне употребе и задржан само у званичним документима. Хитлер је стога преузео овлашћења председника без преузимања саме функције – наводно из поштовања према Хинденбурговим достигнућима као херојске личности у Првом светском рату. Закон о омогућавању је изричито забрањивао законе који би утицали на положај или овлашћења председника рајха, али први једнопартијски Рајхстаг изабран у новембру 1933. донео је акт о првој годишњици Хитлеровог именовања за канцелара, 30. јануара 1934, којим је укинуо та ограничења. Потом је одобрен на референдуму 19. августа.

### Führerи врховни командант Вермахта
Према Вајмарском уставу, председник је био врховни командант оружаних снага. За разлику од „председника”, Хитлер је узео ову титулу (Oberbefehlshaber) за себе. Када је 1935. поново уведена регрутација, Хитлер је створио титулу врховног команданта оружаних снага, функцију коју је имао министар рата. За себе је задржао титулу врховног команданта. Војници су морали да се закуну на верност Хитлеру као „Führer des deutschen Reiches und Volkes“ (вођи немачког рајха и нације). Фелдмаршал Вернер фон Бломберг, тада министар рата и један од оних који су креирали Хитлерову заклетву, или личну заклетву војске на верност Хитлеру, постао је главнокомандујући оружаних снага док је Хитлер остао врховни командант. Након афере Бломберг-Фрич 1938. године, Хитлер је преузео функцију главног команданта и преузео личну команду над оружаним снагама. Међутим, наставио је да користи старије, формално више звање врховног команданта, које је тиме добило нешто новије значење. Комбинујући га са „фирером”, користио је стил Führer und Oberster Befehlshaber der Wehrmacht (вођа и врховни командант Вермахта), или једноставније „фирер” после маја 1942.

### Führerнемачког рајха и нације
Војници су морали да се закуну на верност Хитлеру као „Führer des deutschen Reiches und Volkes“ (вођи немачког рајха и нације). У свом политичком тестаменту, Хитлер је себе такође називао Führer der Nation (вођа нације).

### ГерманскиFührerи планираниFührerВеликог германског рајха
Додатну титулу Хитлер је усвојио 23. јуна 1941. када се прогласио за „германског фирера“ (Germanischer Führer), поред његових дужности као фирера немачке државе и народа. Ово је учињено како би се нагласило Хитлерово прокламовано вођство над оним што су нацисти описали као „нордијско-германска господарска раса“, за коју се сматрало да поред Немаца укључује и народе као што су Норвежани, Данци, Швеђани, Холанђани, намеру да припоје ове земље Немачком Рајху како би се формирао Велики германски рајх (Großgermanisches Reich deutscher Nation). Вафен-СС формације из ових земаља морале су да изјаве покорност Хитлеру обраћајући му се на овај начин. Тако му се 12. децембра 1941. обратио и холандски фашиста Антон Мусерт када је прогласио оданост Хитлеру током посете канцеларији рајха у Берлину. Он је желео је да ословљава Хитлера са Führer aller Germanen („фирер свих германа“), али је Хитлер лично одредио претходни стил. Историчар Ло де Јонг спекулише о разлици између њих двојице: Führer aller Germanen је имплицирао позицију одвојену од Хитлерове улоге као Führer und Reichskanzler des Grossdeutschen Reiches („фирер и рајхски канцелар Великог немачког рајха“), док је germanischer Führer служио више као атрибут те главне функције. Међутим, све до 1944. године повремене пропагандне публикације настављају да га помињу овим незваничним насловом.